# Пєсчанлаг
Пєсчанлаг - Піщаний табір, (Особливий табір № 8, Особлаг № 8, пізніше Піщаний ВТТ) з центром у м. Караганді, Казахська РСР.

## Історія
Піщаний табір, Пєсчанлаг, (адреса «п/с ЖЮ-419»), особливий табір для політв'язнів був організований 05.09.1949 на базі табору військовополонених № 99. Закритий 24 серпня 1955.
Максимальне число ув'язнених наводиться на 1 січня 1952 р. - 39 612 осіб. За даними на 1954 р. в таборі перебувало -  23 160 ув'язнених "особливого контингенту", засуджених за політичною 58 статтею КК) і лишень 442 особи так званого "загального контингенту" (засуджених за іншими статтями КК).
У Пєсчанлаг 17.11.1950 передані всі діючі і споруджувані табірні відділення Лугового табору і Екібастузьке відділення Степового табору, що стало 6-м табірним відділенням Пєсчанлага. 4 січня 1951 до складу Пєсчанлага включені окремі лагпункт (ОЛП) № 1 і 2 Відділу виправно-трудових колоній Управління МВС по Карагандинської області. 24 квітня 1952 на базі Екібастузського (6-го) табірного відділення організований 11-й особливий табір, Дальлаг.

## Структура
5-е табірне відділення Майкудук (нині мікрорайон Караганди) 
6-е табірне відділення Екібастуз з 1950 по 1952 рр..
8-е табірне відділення Караганда 

## Виконувані роботи
Роботи на шахтах Карагандинського і Екібастузького вугільних басейнів і на інших підприємствах і будівництвах Главкарагандашахтостроя (Карагандашахтостроя) і комбінаті «Карагандауголь» Міністерства вугільної промисловості СРСР, в тому числі :
- Шахта № 20
- Деревообробний комбінат
- Цегельні заводи № 5 і 7 тресту «Ленінуголь»
- Шахта № 3 тресту «Кіровуголь»
- Шахти № 107, 108, «Дубівка» «Сараньшахтостроя»
- Шахти № 2, 4
- Кам'яний кар'єр «Долінскшахтостроя»
- Шахта № 64
- Кам'яний кар'єр «Молотовугля»
- Шахта № 23
- Будівництво та обслуговування цегельних заводів № 3-5
- Кам'яний кар'єр і Бєлоглініщенскій завод тресту «Карагандастройматеріали».
- Шахта № 1-Вертикальна
- Будівництво збагачувальної фабрики шахти № 105
- Будівництво Екібастузьких вугільних розрізів з 17.11.50 по 24.04.52
- Будівництво м'ясокомбінату
- Будівництво Карагандинського пивного заводу [1]
- Будівництво об'єктів соцкультпобуту
- Житлове будівництво (в тому числі - житлового будинку обкому КПРС, інвалідного будинку).

## Начальники
- Борисов П. А., полковник, з 05.09.1949 по 14.01.1952, залишався одночасно начальником табору для військовополонених № 99.
- Сергієнко В. Т., генерал-лейтенант, з 14.01.1952 по 21.05.1954, звільнений з органів МВС «за фактами, що дискредитує звання начскладу МВС».
- Звонов М. П., полковник, з 04.09.1954 по 24.08.1955.

## Відомі ув'язнені
- Гумільов Лев Миколайович - сходознавець, син А. А. Ахматової і М.С. Гумільова, перебував у відділенні Чурбай-нура з весни по осінь 1951 [3]
- Рівкін Герц Лейзерович - Єврейський поет і прозаїк. Писав на ідиш. Перебував у 6-му (Екібастузькому) табірному відділенні, помер в ув'язненні.

## Українські в'язні
- Басюк Євген Михайлович («Чорноморець», «Компанієць») — поручник УПА, курінний, учасник бою під Гурбами. Після полону пішов на активну співпрацю з НКВД.